# Antona major
Antona major är en fjärilsart som beskrevs av Max Wilhelm Karl Draudt 1919. Antona major ingår i släktet Antona och familjen björnspinnare. Inga underarter finns listade i Catalogue of Life.